# Михайло (Кучмяк)
Миха́йло Кучмя́к (5 лютого 1923, Обертин — 26 серпня 2008, Саскатун, Канада) — єпископ Української греко-католицької церкви, апостольський екзарх Великої Британії (1989–2002), редемпторист.

## Життєпис
Михайло Кучмяк народився 5 лютого 1923 року в селищі Обертин Городенківського повіту (нині Тлумацький район, Івано-Франківська область) в сім'ї Ілька і Катерини (до шлюбу Трачук).
Під час Другої світової війни сім'я Кучмяків емігрувала до Європи.
З 1945 по 1946 Михайло Кучмяк навчався в Українській папській колегії святого Йосафата в Римі, потім разом з сім'єю переїхав до Канади, де вступив до чернечого згромадження редемптористів. 3 жовтня 1948 року склав тимчасові чернечі обіти.
15 лютого 1956 року прийняв дияконське рукоположення від єпископа Торонтського Ісидора Борецького, а 13 травня 1956 року той же єпископ висвятив його на священника, після чого він виконував душпастирське служіння в українських греко-католицьких парафіях у Канаді та США.
27 лютого 1988 року Папа Римський Іван Павло II призначив Михайла Кучмяка титулярним єпископом Агатополя і єпископом-помічником Філадельфійської архієпархії. Архієрейська хіротонія відбулася 27 квітня 1988 року. Головним святителем був митрополит Філадельфійський Стефан Сулик, а співсвятителями — митрополит Вінніпезький Максим Германюк і єпископ Чиказький Інокентій Лотоцький.
24 червня 1989 Іван Павло II призначив Михайла Кучмяка апостольським екзархом Великої Британії. Офіційно прийняв екзархат 10 жовтня 1989 року.
5 квітня 2002 Папа Римський прийняв зречення з уряду апостольського екзарха Михайла Кучмяка у зв'язку з досягненням ним пенсійного віку.
Помер 26 серпня 2008 року в Саскатуні, Канада.